# Reif Larsen
Reif Larsen (geboren 1980 in Cambridge (Massachusetts)) ist ein US-amerikanischer Autor.

## Leben
Larsen studierte Creative Writing an der Columbia University, wo er heute unterrichtet. Noch als Student schrieb er seinen ersten Roman „Die Karte meiner Träume“ (Originaltitel: The Selected Works of T.S. Spivet), der 2009 – nach Verlagsangaben – in 30 Ländern erschien. Das Buch handelt von einem zwölfjährigen Kartographen der mit seiner Familie auf einer Ranch in Montana lebt. Die Handlung wird durch umfangreiche Illustrationen, Karten, Bilder, Diagramme und Randbemerkungen angereichert. In den USA bemühten sich zahlreiche Verlage um die Rechte am Buch, das ihnen einen Vorschuss von 900.000 Dollar wert war. Das Buch wurde verfilmt und erschien 2014 unter dem Titel Die Karte meiner Träume, Originaltitel: The Young and Prodigious T.S. Spivet.
Larsen dreht auch Dokumentarfilme. Der Autor lebt in Brooklyn, New York.

## Werke
- The Selected Works of T.S. Spivet. 2009
  - Die Karte meiner Träume. Roman. Aus dem Amerikanischen von Manfred Allié und Gabriele Kempf-Allié. S. Fischer Verlag, Frankfurt/Main 2009, ISBN 978-3-596-18444-6.
- I am Radar. Penguin Press, 2015, ISBN 978-1-59420-616-0.
  - Die Rettung des Horizonts. Roman. Übersetzung Malte Krutzsch. S. Fischer Verlag, Frankfurt am Main 2016, ISBN 978-3-10-002216-5.